# Felice Ippolito
Felice Ippolito (ur. 16 listopada 1916 w Neapolu, zm. 24 kwietnia 1997 w Rzymie) – włoski polityk, inżynier i geolog, propagator energii nuklearnej, poseł do Parlamentu Europejskiego I i II kadencji.

## Życiorys
W 1938 ukończył studia z inżynierii cywilnej na Uniwersytecie w Neapolu, później do 1941 służył w działach inżynieryjnych wojska. Obronił doktorat, w 1950 objął katedrę geologii stosowanej na macierzystej uczelni. W pracy naukowej zajmował się tematyką geologii i wykorzystania w niej energii nuklearnej i uranu, a także filozofią nauki. Autor kilkunastu książek, początkowo o tematyce inżynieryjnej, później zaś energetycznej, politycznej i filozoficznej. W latach 1952–1964 był sekretarzem generalnym CNEN, państwowego komitetu zajmującego się energią nuklearną, od 1963 zasiadał we władzach koncernu ENEL. W 1964 skazano go na 11 lat więzienia m.in. za oszustwa i defraudację związane z kierowaniem tą instytucją (przy apelacji wyrok zmniejszono do 5 lat i 3 miesięcy). Sprawa ta uznawana była za inspirowaną politycznie i związaną z interesami przedsiębiorstw paliwowych niechętnych atomowi. Po dwóch latach Ippolito został ułaskawiony przez prezydenta Giuseppe Saragata, który wcześniej w prasie oskarżał go o nieprawidłowości. W kolejnych latach poświęcił się promowaniu energii nuklearnej, w latach 1968–1995 był również redaktorem naczelnym miesięcznika naukowego „Le Scienze”. Objął funkcję wiceszefa komitetu badań nad Antarktydą (organizował tam także ekspedycje) oraz dyrektora poświęconego jej muzeum, które później otrzymało imię Felice Ippolito.
Do 1946 przez krótki okres należał do Włoskiej Partii Liberalnej, od 1955 do 1963 działał w Partii Radykalnej. W 1979 i 1984 wybierano go posłem do Parlamentu Europejskiego (reprezentował Niezależną Lewicę, grupę luźniej powiązaną z Włoską Partią Komunistyczną). Przystąpił do Grupy Sojuszu Komunistycznego. Od 1987 był stowarzyszony z Grupą Liberalną Demokratyczną i Reformatorską, w tym samym roku powrócił do ruchu radykałów rozczarowany antynuklearną postawą PCI.
Jego imieniem nazwano dwie nagrody naukowe.